# Martin Preiss
Pour les articles homonymes, voir Preiss.
Martin Preiss est un directeur de la photographie, scénariste et réalisateur tchèque né le 18 septembre 1978 à Prague (République tchèque).

## Biographie
Martin Preiss étudie le théâtre à l'Académie tchèque des arts de la scène et en sort diplômé en 1996. Durant ses études, il fut invité au Théâtre National, où il joua, par exemple, dans les productions Radúz et Mahulena (1993) et Měsíc pro Smolaře (première en 1994), il apparaît également occasionnellement dans plusieurs petits rôles à la télévision. Il a commencé sa carrière au Théâtre Josef Kajetán Tyl de Pilsen (1996-1998) et, de 1998 à 2004, il a été membre de la troupe de théâtre du Théâtre national. Il a collaboré simultanément au doublage, gagnant en popularité auprès du grand public en tant que modérateur de l'émission de compétition sur TV Nova Voulez-vous gagner des millions ? (2003-2004) et un acteur de série télévisée à succès.

## Filmographie
directeur de la photographie
- 2002 : Baráz (série TV)
- 2002 : Slepicí memento
- 2002 : Biker
- 2002 : Metruska
- 2002 : Konec svetla
- 2003 : Nocní motýl
- 2003 : Voda se stávou
- 2004 : Choking Hazard
- 2004 : Koumáci
- 2005 : Blízko nebe

scénariste
- 2002 : Biker

réalisateur
- 2002 : Metruska

acteur
- 2010 : Les Enquêtes de Kveta (Ach, ty vraždy!), série policière de Zdeněk Zelenka : Walter[1]